# Muaddhin
Muaddhin (tyrkisk: müezzin fra arabisk: مؤذن,  muʾaḏḏin, eller Muezzin) er i Islam den person, som kalder til bøn fra minareten, som er moskeens tårn.
Der kaldes til bøn fem gange dagligt.
| Islam | Spire Denne islamartikel er en spire som bør udbygges. Du er velkommen til at hjælpe Wikipedia ved at udvide den. |